# وارتوهی خاچاطریان (خواننده اپرا)
وارتوهی آلبرتی خاچاطریان (ارمنی: Վարդուհի Ալբերտի Խաչատրյան؛ انگلیسی: Varduhi Khachatryan زادهٔ ۲۰ نوامبر ۱۹۷۱) خواننده اپرا متزو-سوپرانو اهل ارمنستان است.

## زندگی‌نامه
وی در ۲۰ نوامبر ۱۹۷۱ در ایروان به دنیا آمد و از کالج دولتی موسیقی رومانوس ملیکیان و کنسرواتوار دولتی کومیتاس ایروان فارغ‌التحصیل گشت. وی دختر آلبرت خاچاطریان می‌باشد.

## آثار
| نقش      | نقش به ارمنی | خالق                  | عنوان ارمنی   | عنوان           |
| -------- | ------------ | --------------------- | ------------- | --------------- |
| پاراندزم | Փառանձեմ     | تیگران چوخاجیان       |               | آرشاک دوم       |
| کارمن    | Կարմեն       | ژرژ بیزه              | Կարմեն        | کارمن           |
| پولینا   | Պոլինա       | پیوتر ایلیچ چایکوفسکی | Պիկովայա դամա | بی‌بی پیک        |
| آزوچنا   | Ազուչենա     | جوزپه وردی            | Տրուբադուր    | تروبادور (اپرا) |
| آدالژیزا | Ադալժիզա     | وینچنتزو بلینی        | Նորմա         | نرما            |
|          |              | جوزپه وردی            | Աիդա          | آیدا (اپرا)     |
|          |              | آرمن تیگرانیان        | Անուշ         | آنوش (اپرا)     |